# Бенедюк Артем Іванович
Артем Іванович Бенедюк (нар. 27 лютого 2004, Київ, Україна) — український футболіст, правий захисник петрівського «Інгульця».

## Клубна кар'єра
Народився в Києві. Вихованець академії столичного «Динамо», за яке з 2017 по 2021 рік виступав у ДЮФЛУ. Починаючи з сезону 2021/22 років виступав за «динамівців» у юнацькому чемпіонаті України. У Юнацькій лізі УЄФА дебютував 14 вересня 2021 року в переможному (4:0) домашньому поєдинку 1-го туру группи Е проти лісабонської «Бенфіки». Артем вийшов на поле в стартовому складі та відіграв увесь матч. Загалом у вище вказаному турнірі провів 7 поєдинків, в яких не відзначався забитими м'ячами. На початку серпня 2023 року вирушив в оренду до «Зорі», але там також грав за юнацьку команду. Вперше до заявки першої команди луганчан потрапив 26 лютого 2024 року на переможний (1:0) домашній поєдинок 18-го туру Прем'єр-ліги України проти полтавської «Ворскли», але на поле так і не вийшов. Загалом тричі потрапляв до заявки першої команди «Зорі», але в жодному з матчів на поле не виходив. Наприкінці червня 2024 року повернувся у розташування «Динамо», але вже на початку серпня 2024 року вільним агентом залишив столичний клуб.
Наприкінці листопада 2024 року підписав контракт з «Інгульцем». У футболці петрівського клубу дебютував 22 лютого 2025 року в програному (0:1) номінально домашньому матчі 18-го туру Прем'єр-ліги України проти житомирського «Полісся». Бенедюк вийшов у стартовому складі, а на 83-й хвилині його замінив Владислав Сидоренко.

## Кар'єра в збірній
На міжнародному рівні дебютував за юнацьку збірну України (U-15) 8 травня 2019 року в переможному (3:1) виїхному поєдинку кваліфікації юнацького (U-17) чемпіонату Європи 2021 проти Кіпру. Захищав також кольори юнацьких збірних України (U-16) та (U-19).